# Nowe Łęgonice
Nowe Łęgonice (prononciation : [ˈnɔvɛ wɛŋɡɔˈnit͡sɛ]) est un village polonais de la gmina de Nowe Miasto nad Pilicą dans le powiat de Grójec de la voïvodie de Mazovie dans le centre-est de la Pologne.

## Histoire
De 1975 à 1998, le village appartenait administrativement à la voïvodie de Radom.